# Burgstall Burren
Burgstall Burren bezeichnet Reste eines mittelalterlichen Turmhügels (Motte) neben einem Wasserturm auf der flachen Wiesenkuppe des Burrens etwa 600 Meter westlich der Wäscherburg in der Flur Burglauch im Gemeindegebiet von Wäschenbeuren im Landkreis Göppingen in Baden-Württemberg.

## Geschichte
Bei einer Ausgrabung im Jahr 1957 wurden auf dem Burren Mauerreste des Fundaments eines quadratischen Wohnturms aus der Zeit der Romanik gefunden, der aus der ersten Hälfte des 11. Jahrhunderts stammen dürfte. Er war mit einem viereckigen, 60 Zentimeter tiefen und 1,5 Meter breiten Graben umgeben, an dessen Außenrand eine Holzpalisade errichtet wurde. Die Anlage war von Palisade zu Palisade nur 18 Meter breit. Auffällig erscheint der unbedeutende Graben, der keinen wehrhaften Charakter trägt. Wahrscheinlich diente er samt der Palisade nur als Umzäunung und Abgrenzung nach außen. Sicherheit gegen einen Angriff bot nur der massive Turm mit einem Querschnitt von 8 mal 8 Metern und 1,5 Meter starken Wänden.
Dieser erste Wohnturm mit einer Innenfläche von 25 Quadratmetern wurde in gotischer Zeit durch einen neuen Wohnturm mit dünneren Mauern und etwas größerer Innenfläche ersetzt. In diesem Zusammenhang wurde der heute noch teilweise 3 Meter tiefe Graben ausgehoben, der Turmhügel aufgeschüttet und auf eine Fläche von 18 mal 18 Meter vergrößert und der heute verschleifte Außenwall errichtet.
Bei der Grabung wurden auch Reste eines neuzeitlichen Gebäudes gefunden, das der württembergische Obervogt Sailer Mitte des 18. Jahrhunderts hatte errichten lassen. Obervögte waren damals die höchsten Landesbeamten und hatten in ihrem jeweiligen Amtsbereich als oberste Gerichts-, Verwaltungs- und Militärbeamte die Rechte des Herzogs von Württemberg wahrzunehmen. 1861 wurde die Anlage auf Abbruch verkauft. Sie war 1961 im Besitz der Diözese Rottenburg. Heute gehört das Flurstück 1600 der Katholischen Kirchengemeinde Wäschenbeuren und wird zur Haltung von Schafen wirtschaftlich genutzt.
Es wird darüber spekuliert, dass am Burren die ehemalige Stammburg der Staufer zu lokalisieren ist. Allerdings liefert der archäologische Befund keinen Anhaltspunkt für einen dort liegenden staufischen Hauptsitz.

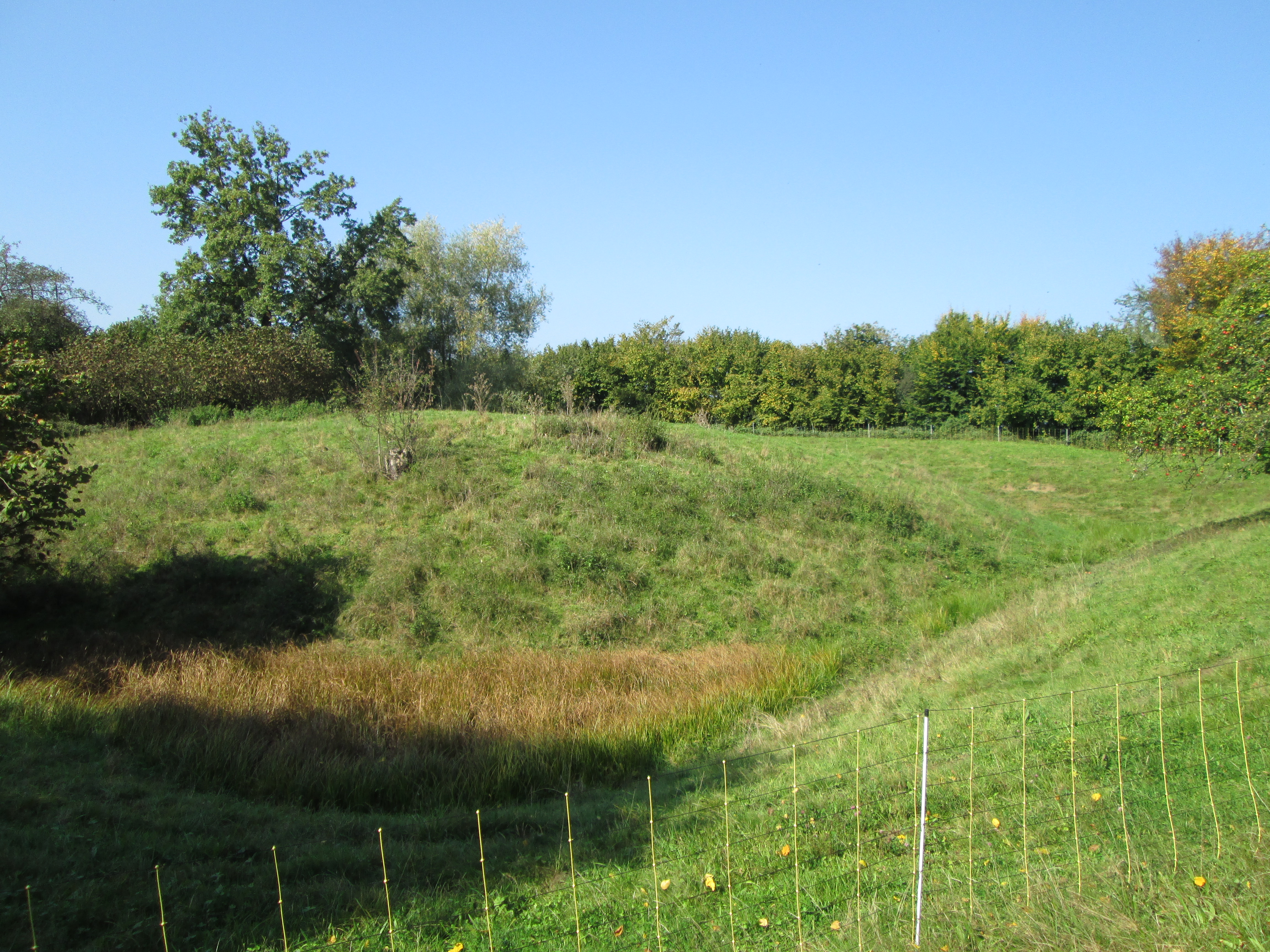
Der Burgstall 2014
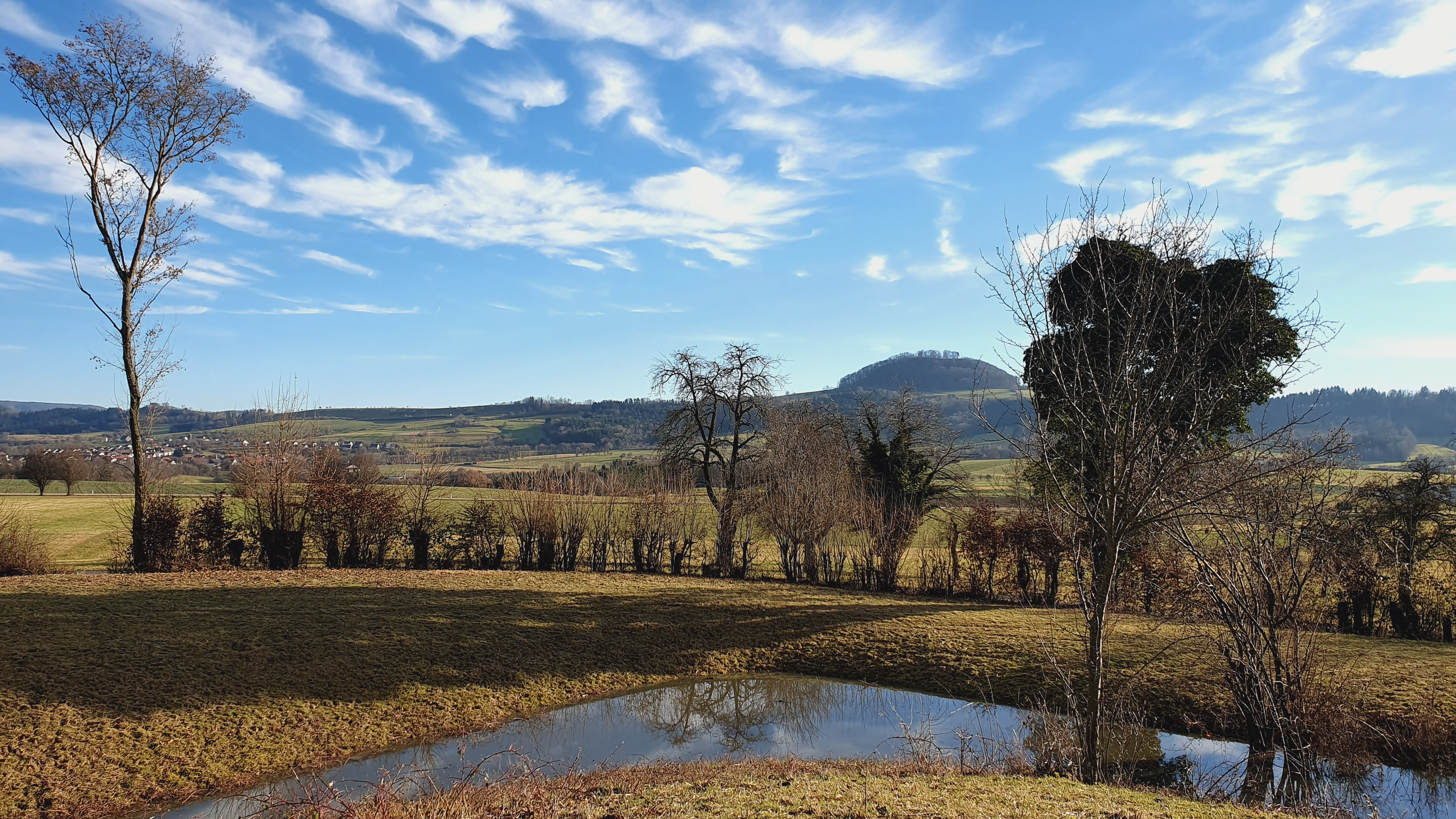
Blick vom Burgstall zum Hohenstaufen und der Burgruine Hohenstaufen
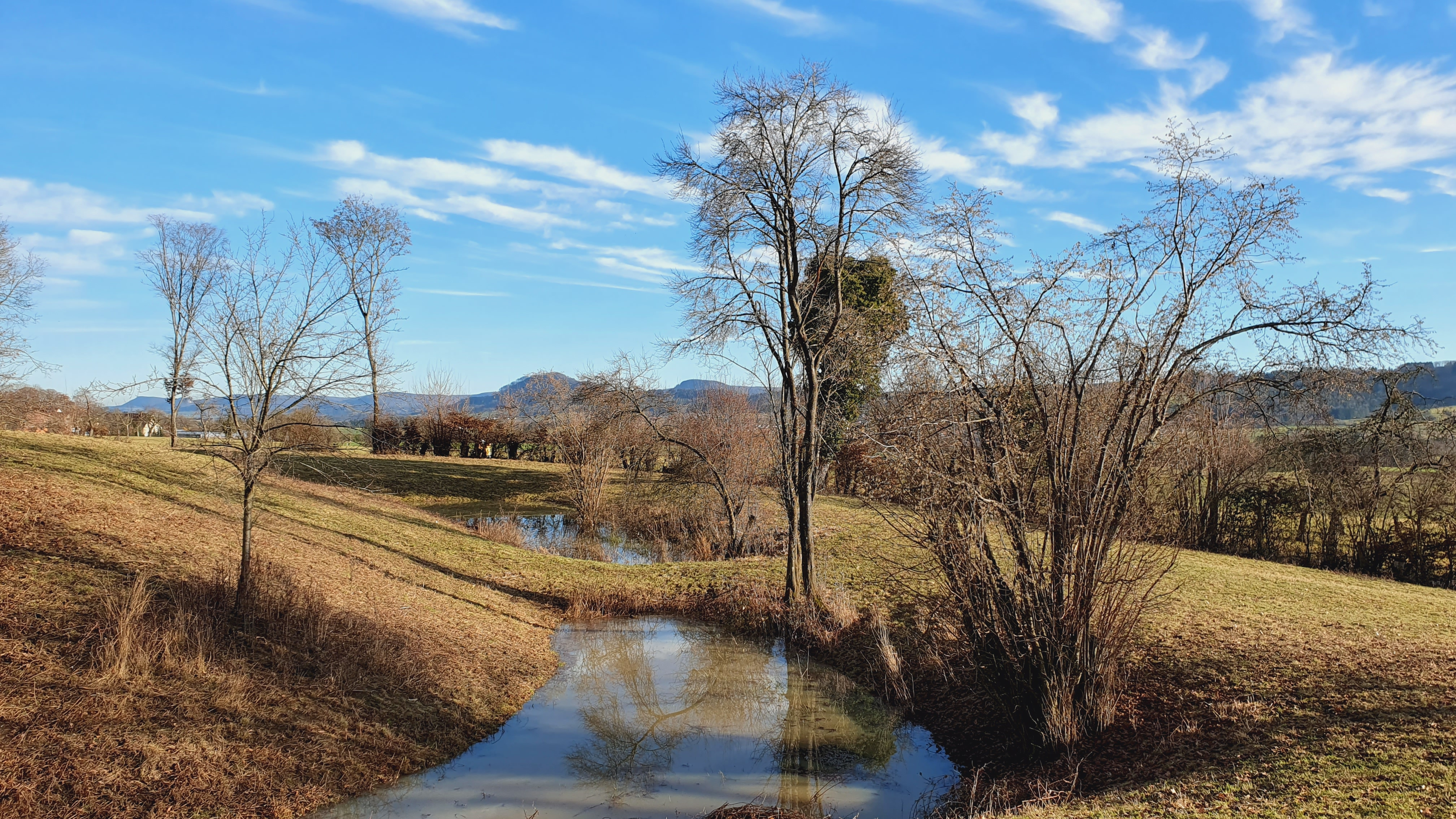
Turmhügel, Graben mit Zugang und verschliffenem Wall